# Masatoshi Koshiba

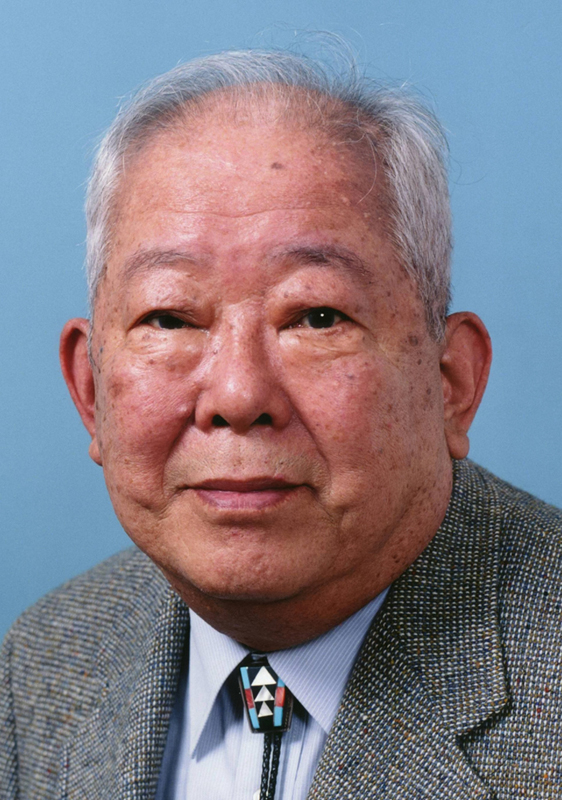
Masatoshi Koshiba

Masatoshi Koshiba (japanisch 小柴 昌俊, Koshiba Masatoshi; * 19. September 1926 in Toyohashi, Aichi, Japan; † 12. November 2020 in Tokio) war ein japanischer Physiker, der 2002 mit dem Nobelpreis für Physik „für bahnbrechende Arbeiten in der Astrophysik, insbesondere für den Nachweis kosmischer Neutrinos“, ausgezeichnet wurde.

## Leben
Koshiba studierte an der Universität Tokio. Nach dem Abschluss 1951 begann er in Tokio mit seiner Promotion und wechselte 1953 an die University of Rochester in Rochester, New York. 1955 erhielt er den Ph.D. für seine Arbeit über ultrahochenergetische Phänomene der kosmischen Strahlung.
Koshiba wurde im März 1970 zum Professor an der Universität Tokio ernannt. Nach einem Gastsemester an der Universität Hamburg 1987 wechselte er an die Tōkai-Universität.

## Wirken
Koshiba beschäftigte sich in den 1950er- und 60er-Jahren mit der hochenergetischen kosmischen Strahlung und die hierdurch ausgelösten Wechselwirkungen in der oberen Atmosphäre. Dies führte ihn in den 1970ern zur Myonen- und Neutrinophysik sowie zur Teilchenphysik selbst. Nach einer Beteiligung am japanisch-deutsch-englischen Experiment JADE, einem Teilchendetektor an der Positron-Elektron-Tandem-Ring-Anlage (PETRA) bei DESY in Hamburg, konzipierte er den Kamiokande-Detektor zum Nachweis des von einigen Theorien postulierten Protonenzerfalls. Da dieser Nachweis nicht möglich war, baute er den Detektor zu einem Neutrinodetektor um und konnte im Februar 1987 erstmals kosmische Neutrinos nachweisen: Im Verlauf der Supernova 1987A konnten im Kamiokande-Detektor zwölf Neutrinos nachgewiesen werden, davon neun innerhalb der ersten zwei Sekunden. Dies war die erste direkte experimentelle Bestätigung der Theorien über die Prozesse beim Kollaps eines Sterns, insbesondere der Neutrinokühlung.
Er wurde 2002 zusammen mit Raymond Davis Jr. mit der Hälfte des Nobelpreises für Physik ausgezeichnet, die andere Hälfte ging an Riccardo Giacconi.

## Auszeichnungen
- Großes Verdienstkreuz der Bundesrepublik Deutschland, 1985
- Nishina-Preis der Nishina Foundation, 1987
- Asahi-Preis stellvertretend für das Kamioka Neutrino Observatory, 1987
- Ernennung zum Bunka Kōrōsha, zur Person mit besonderen kulturellen Verdiensten 1988
- Academy Award der Japanischen Akademie der Wissenschaften, 1989
- Bruno-Rossi-Preis der Amerikanischen Physikalischen Gesellschaft, 1989
- Spezialpreis der Europäischen Physikalischen Gesellschaft, 1996
- Humboldt-Forschungspreis der Alexander-von-Humboldt-Stiftung, 1997
- Fujiwara-Preis der Fujiwara Foundation of Science, 1997
- Kulturorden der japanischen Regierung, 1997
- Diploma di Perfezionamento honoris causa in Fisica von der Scuola Normale Superiore, Pisa, 1999
- Doktor der Naturwissenschaften ehrenhalber von der Universität Hamburg, 1999
- Rochester’s Distinguished Scholar Award von der University of Rochester, 2000
- Wolf-Preis der Wolf Foundation vom israelischen Präsidenten, 2000
- Panofsky-Preis und Fellow der American Physical Society, 2002
- Nobelpreis für Physik, 2002
- Ernennung zum Mitglied der Japanischen Akademie der Wissenschaften, 2002
- Benjamin-Franklin-Medaille, 2003
- Auswärtiges Mitglied der Russischen Akademie der Wissenschaften, 2003
- Auswärtiges Mitglied der National Academy of Sciences, 2005

## Belege
1. ↑  Masayuki Nakahata und Atsuto Suzuki: Masatoshi Koshiba (1926–2020). In: Science. Band 371, Nr. 6527, 2021, S. 349, doi:10.1126/science.abg1561.
2. ↑  Masatoshi Koshiba, 94, Dies; Nobel Winner Tracked Ghostly Neutrinos. Auf: nytimes.com vom 16. November 2020.

| Personendaten    | Personendaten                            |
| ---------------- | ---------------------------------------- |
| NAME             | Koshiba, Masatoshi                       |
| ALTERNATIVNAMEN  | 小柴 昌俊 (japanisch); Koshiba Masatoshi |
| KURZBESCHREIBUNG | japanischer Physiker                     |
| GEBURTSDATUM     | 19. September 1926                       |
| GEBURTSORT       | Toyohashi, Japan                         |
| STERBEDATUM      | 12. November 2020                        |
| STERBEORT        | Tokio                                    |